# Afrikanda
Afrikanda (rusky Африканда) je vesnice v Murmanské oblasti na poloostrově Kola v evropské části Ruska. Žije zde 1 527 obyvatel (2025).

## Geografie

### Poloha
Afrikanda se nachází v severozápadním Rusku, v centrální části Murmanské oblasti na poloostrově Kola, cca 17 kilometrů severovýchodně od města Poljarnyje Zori a asi 230 km jižně od oblastního centra Murmansku. Rozkládá se na jižním břehu menšího jezera Chaborarskaja Guba. Krajina kolem vesnice je typická nížina lesnaté severní tajgy.

### Podnebí
Obec se nachází za severním polárním kruhem. Polární den zde trvá od 30. května do 13. července a polární noc zde trvá od 20. prosince do 23. prosince.
Léto je zde velmi krátké, zatažené a chladné. Zima je dlouhá, zatažená a zasněžená. Nejteplejším měsícem je červenec a nejchladnějším měsícem je leden. 

## Etymologie
Existují celkem tři teorie o původu názvu obce. Podle ruského akademika Fersmana vznikl název v roce 1934 ze dvou sámských slov Ochta-Kanda, což je složenina slov ochta (mrak) a kanta (suché místo mezi bažinami).
Podle druhé verze na železniční stanici pracoval železničář Afrikandov a jeho jméno tak bylo zvěčněno v názvu obce.
Mezi místními obyvateli se traduje historka, že během návštěvy sovětského vůdce Nikity Chruščova na železniční stanici panovalo neobvyklé letní vedro. Chruščov, zpocený pod polárním sluncem, si otřel rukou čelo a povzdechl si, že je to Afrika a jeden z jeho společníků to zopakoval a tak vznikl název Afrikanda.

## Historie
V roce 1917 objevil ruský geolog Nikolaj Kassin v oblasti budoucí osady pyroxenitovou intruzi. V roce 1925 zde vznikla železniční stanice, kterou využívali ve 30. letech 20. století geologové metalurgického kombinátu Apatit, kteří zde objevili ložiska titanu, niobu, tantalu a radioaktivního thoria. V roce 1935 byla osada povýšena na sídlo městského typu.
V roce 1937 byla v Afrikandě vytvořena vojenská posádka a v roce 1940 zde bylo vybudováno stejnojmenné letiště. Sídlil zde 80 smíšený, 137. bombardovací, 147. stíhací a 17. gardový útočný letecký pluk.
Během Velké vlastenecké války startovaly z Afrikandy také letouny 609. a 152. stíhacího pluku. Afrikanda byla vystavena každodenním německým náletům. Piloti pěti leteckých pluků bránili vodní elektrárny Nivskaja a Nižnětulomskaja, města jižní části poloostrova Kola a železnici.
Od prosince 1941 sloužila Afrikanda k opravám a doplňování paliva dvěma perutím Royal Air Force. Spojenecká letadla sloužila ke střežení konvojů. Na letišti byla umístěna letadla jako Hurricane, Tomahawk, Airacobra a Curtis-52. 
Poválečný rozvoj Afrikandy začal v 1948 v souvislosti se zahájením těžby ložiska perovskit-titanomagnetitových rud. Výstavba Afrikandy probíhala souběžně se stavbou úpravny rudy a otevřením těžebního lomu. Úpravna byla uvedena do provozu v roce 1957 a několik let zpracovávala místní suroviny, avšak získaný koncentrát vykazoval radioaktivitu v důsledku obsahu thoria.
V letech 1959 až 1965 se úpravna přeorientovala na zpracování měděno-niklových rud, které pocházely z ložiska Ždanovskij, provozovaného kombinátem Severonikel poblíž Mončegorsku.
V 80. letech 20. století zažila Afrikanda nový rozvojový impuls. Odborníci z leningradského institutu Mechanobr zde založili svou kolskou pobočku a plánovali vybudovat experimentálně-průmyslovou základnu pro testování inovativních metod úpravy nerostných surovin. V rámci těchto snah bylo v obci postaveno několik pětipodlažních obytných domů a rozšířena infrastruktura. Po rozpadu SSSR ale úpravna i samotný institut Mechanobr ukončily svou činnost.
V roce 2004 byl Afrikandě odebrán status sídla městského typu a obec byla přeměněna na vesnici.
V průběhu 10. let 21. století byl vypracován projekt na výstavbu důlně-zpracovatelského komplexu a chemicko-metalurgického závodu pro výrobu oxidu titaničitého, niobu, tantalu a vzácných zemin. Tento projekt vznikl pod záštitou Kolského vědeckého centra Ruské akademie věd a jeho realizaci měla na starosti společnost Arkmineral-Resurs. Plánovaná těžba měla dosáhnout 1 milionu tun rudy ročně, s produkcí přibližně 170 tisíc tun koncentrátu, což by postačovalo k výrobě zhruba 75 tisíc tun pigmentového oxidu titaničitého. Tento objem by plně pokryl potřeby ruského průmyslu. Součástí projektu mělo být vytvoření 450 pracovních míst.
Podle podmínek licence měla být těžba zahájena až po přemístění konzervovaného letiště. K roku 2024 však v Afrikandě nefungují žádné průmyslové podniky a obec je obývána převážně rodinami pracovníků Kolské jaderné elektrárny a hydroelektrárny Niva GES-1.

## Doprava
V Afrikandě se nacházelo stejnojmenné vojenské letiště, které bylo uzavřeno v roce 2001.
Afrikanda je propojena s nedalekým městem Poljarnyje Zori pravidelnou autobusovou dopravou a je také obsluhována stejnojmennou železniční stanicí na Murmanské železniční magistrále.

## Věda a vzdělání

### Všeobecná střední škola
První základní škola v Afrikandě byla zřízena v provizorní vojenské budově. V roce 1950 byla škola rozšířena na sedmiletou, a o tři roky později byla přeměněna na střední školu. Následně se přestěhovala do nově postavené dvoupatrové školní budovy.
V roce 1990 byla střední škola přesunuta do nového třípatrového objektu, který využívá dodnes. V roce 2007 došlo k výraznému poklesu počtu žáků v důsledku odlivu obyvatel po zrušení vojenských jednotek, což vedlo k reorganizaci školy na Základní veřejnou školu č. 1.
V roce 2024 byla ve škole spuštěna iniciativa Točka rosta (Bod růstu), funguje zde muzeum historie Afrikandy, sportovní klub a informačně-knihovní středisko.

### Dětská umělecká škola
Městská rozpočtová organizace doplňkového vzdělávání Dětská umělecká škola v Afrikandě nabízí předprofesní vzdělávací programy zaměřené na dekorativní umění, hru na klavír a lidové nástroje, stejně jako program Umění divadla. 
Umělecká škola v Afrikandě funguje od roku 1983. V roce 2021 se stala laureátem celostátní soutěže Nejlepší dětská umělecká škola v kategorii Nejlepší venkovská dětská umělecká škola.

## Kultura

### Kulturní dům
Městská kulturní instituce Kulturní dům Afrikanda, založená v roce 1957, je jediným centrem kulturního a společenského života v obci. Dva místní soubory nesou čestný titul národní – vokálně-instrumentální ansámbl Fantazéři a pěvecký soubor Severní perla. Do kulturního dění v Afrikandě se aktivně zapojují také estrádní pěvecký soubor Kolotoč, umělecký kolektiv Buď zdráv!, vokální skupina Melodie, taneční soubor Inspirace, dětský pěvecký soubor Úsměv a dětský taneční soubor Radost.

### Knihovna
V Afrikandě je pobočka Poljarnyjzorské ústřední knhovny, která sídlí ve školní budově, kde využívá tři bývalé učebny.

### Chrám
V Afrikandě se nachází samostatně stojící chrám Svatého mučedníka cara Mikuláše. Místní farnost spadá pod Kovdorský blagočinný obvod Murmanské metropolie Ruské pravoslavné církve.

### Afrikanda-fest
V roce 2020 se v obci poprvé konal festival Afrikanda-fest, jehož součástí bylo otevření dvou nových kulturních prostor – umělecké stezky ART-maršruta a Parku umění. Po úspěšném prvním ročníku bylo rozhodnuto pořádat festival každoročně. V roce 2021 nesl festival název Afrikanda-fest. Oslava úrody. V letech 2022 a 2023 proběhl pod názvem Afrikanda-fest. Kolská řemesla. Tradiční součástí festivalu se stalo průvod kreativních delegací Přátelství severu, divadelní vystoupení Talenty severu a řemeslná zóna Mistři severu, kde si návštěvníci vyzkoušeli výrobu tradičních pomorských perníků a sámských talismanů.
V roce 2024 byl festival věnován Roku rodiny a jeho program zahrnoval tematické aktivity jako Rodinná cesta, Rodinný koncert, Rodinná dílna, Rodinný trh, Rodinné herní odpoledne a Rodinný gurmánský koutek.

## Zajímavosti
- Památník MIG-19 - byl v Afrikandě od roku 1978, v roce 2002 byl přemístěn do města Poljarnyje Zori[3]
- Pamětní deska - připomínka 23 důstojníků a vojáků, kteří padli během druhé světové války
- Stéla - pamětní stéla byla odhalena 9. května 1988 na počest obránců Arktidy, kteří zemřeli během druhé světové války

## Galerie

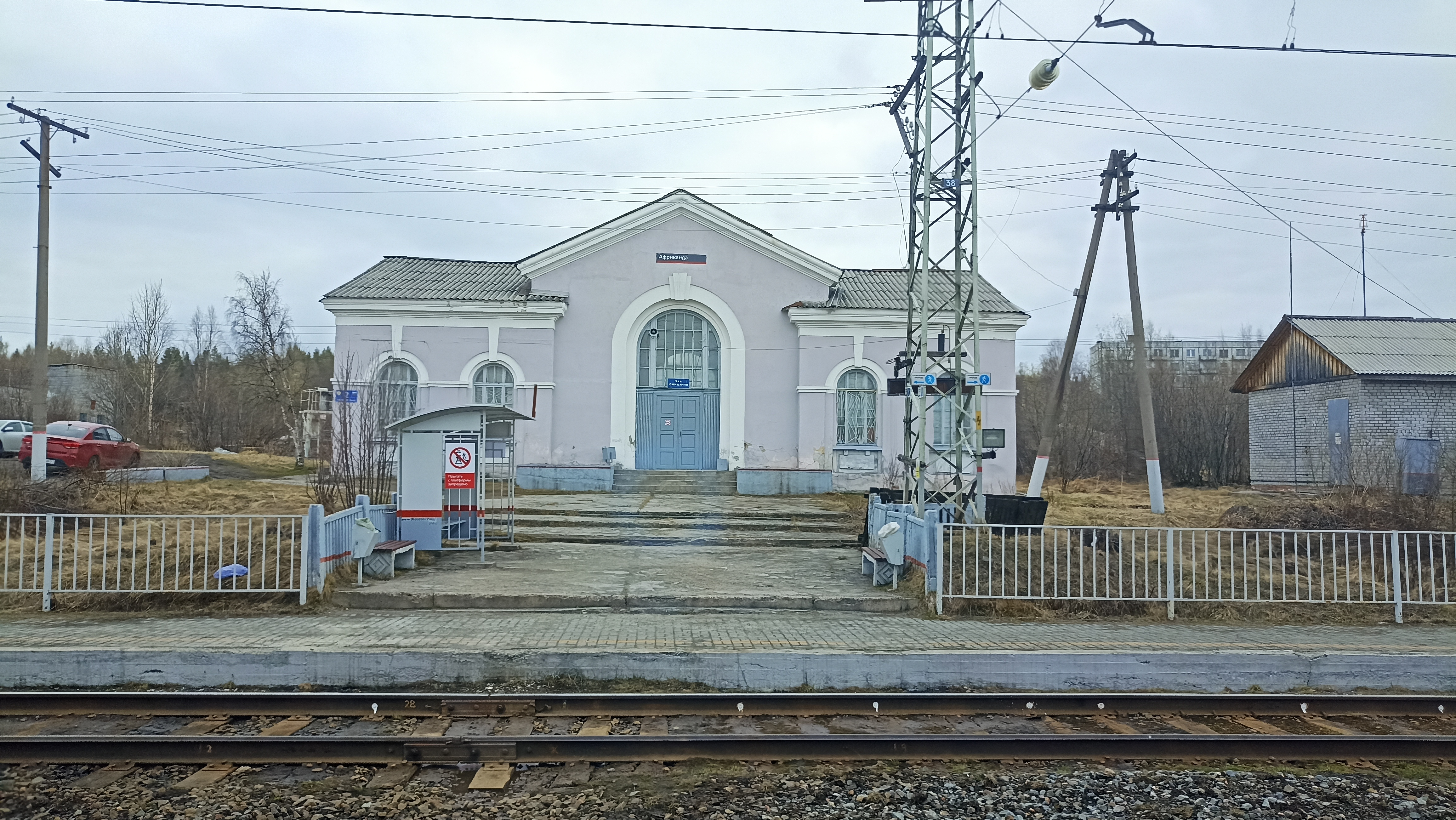
Železniční nádraží (2022)
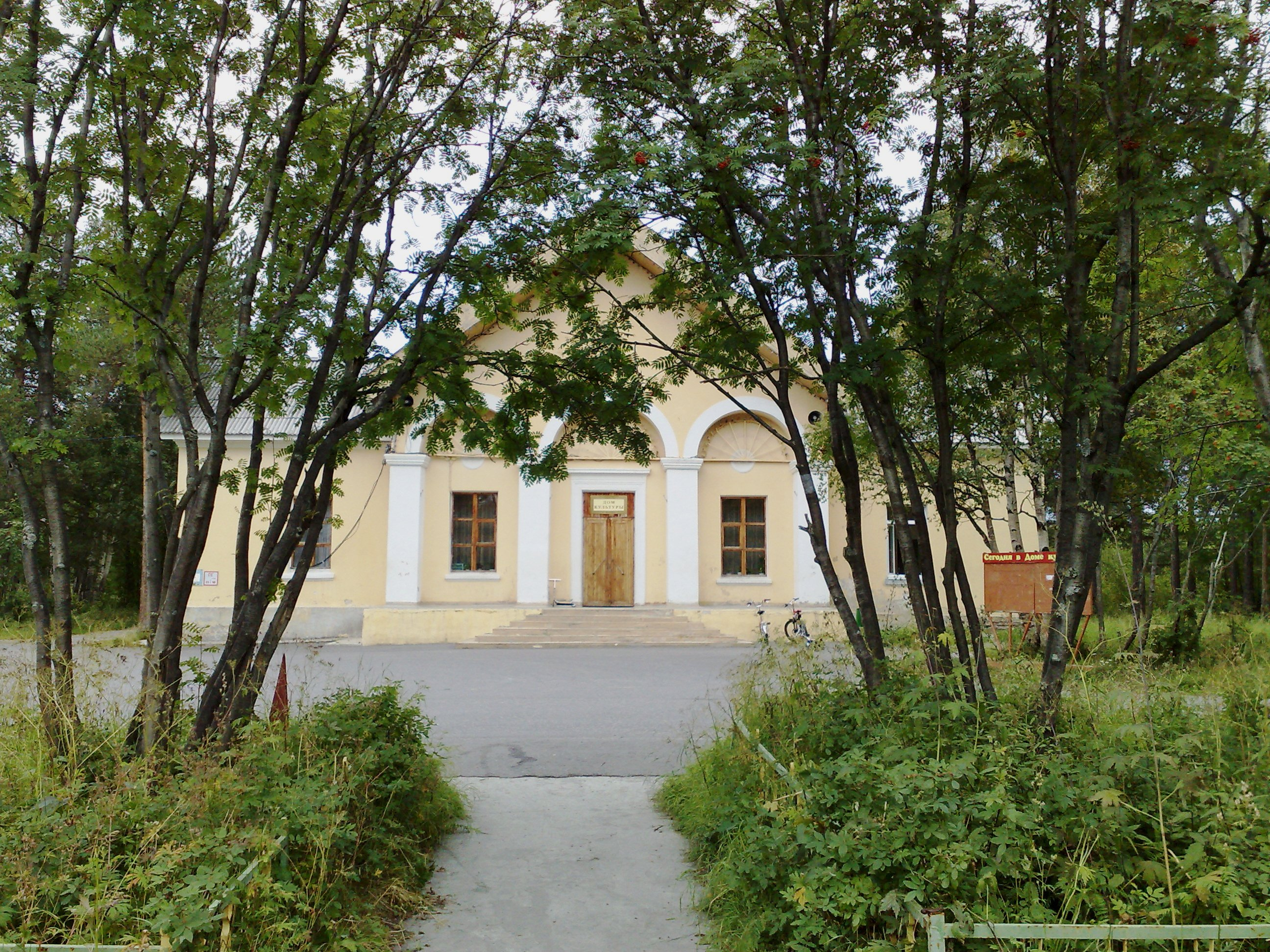
Kulturní dům (2010)
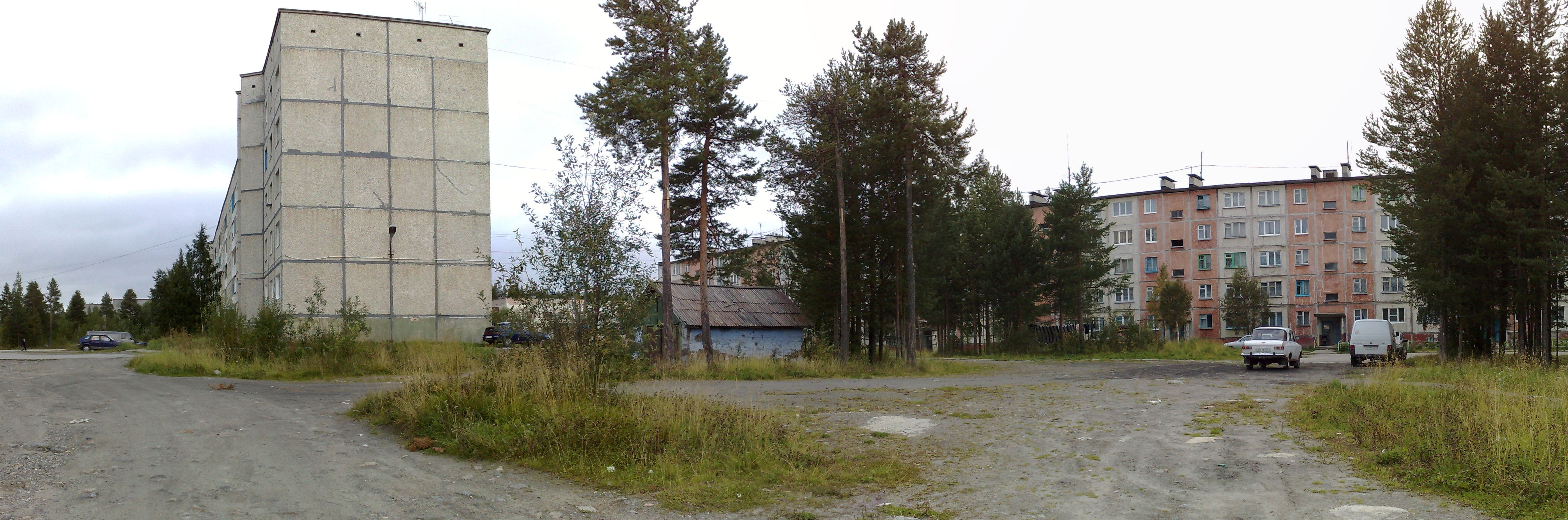
Obytné domy v Afrikandě (2011)
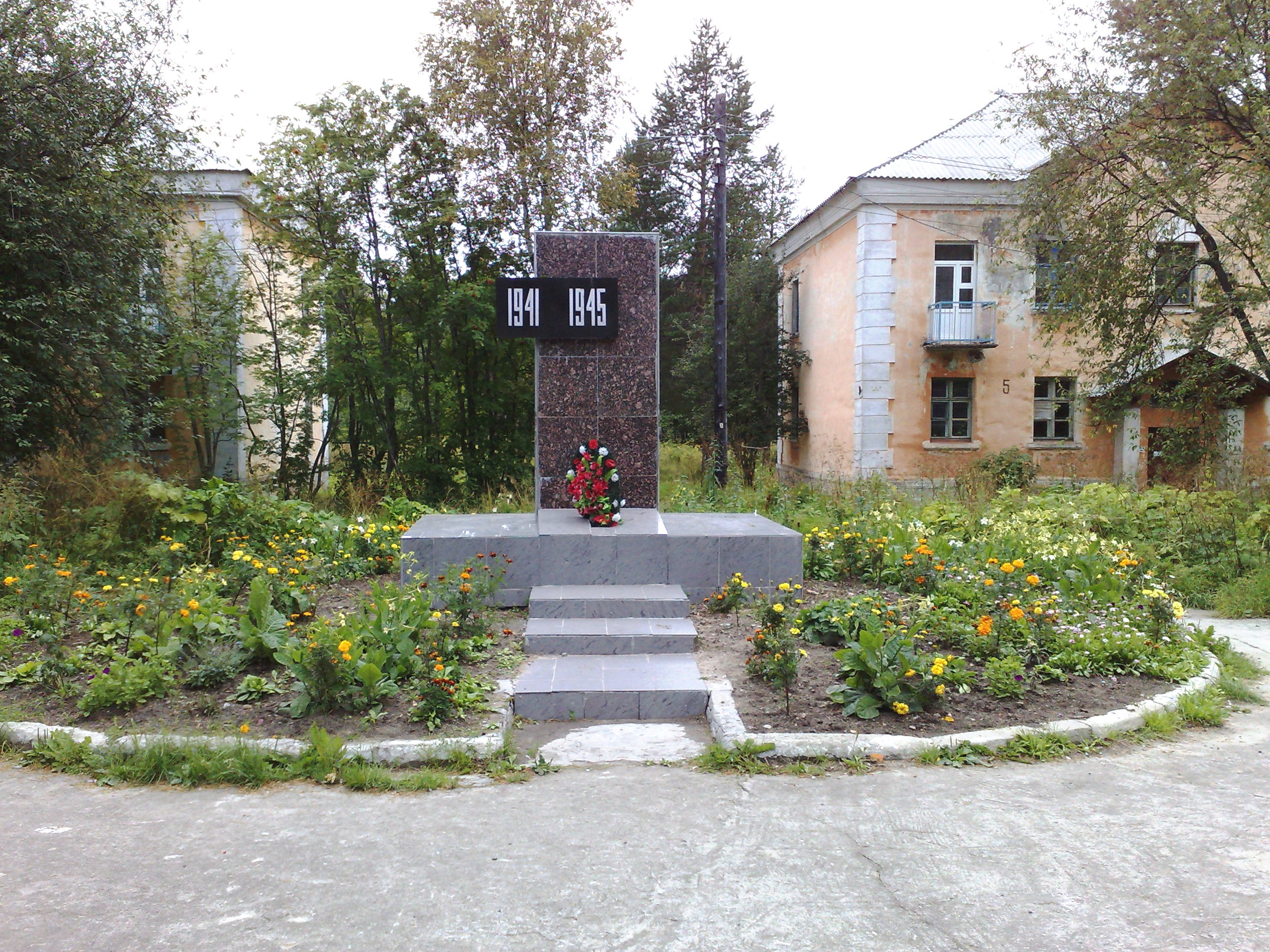
Pamětní stéla (2011)
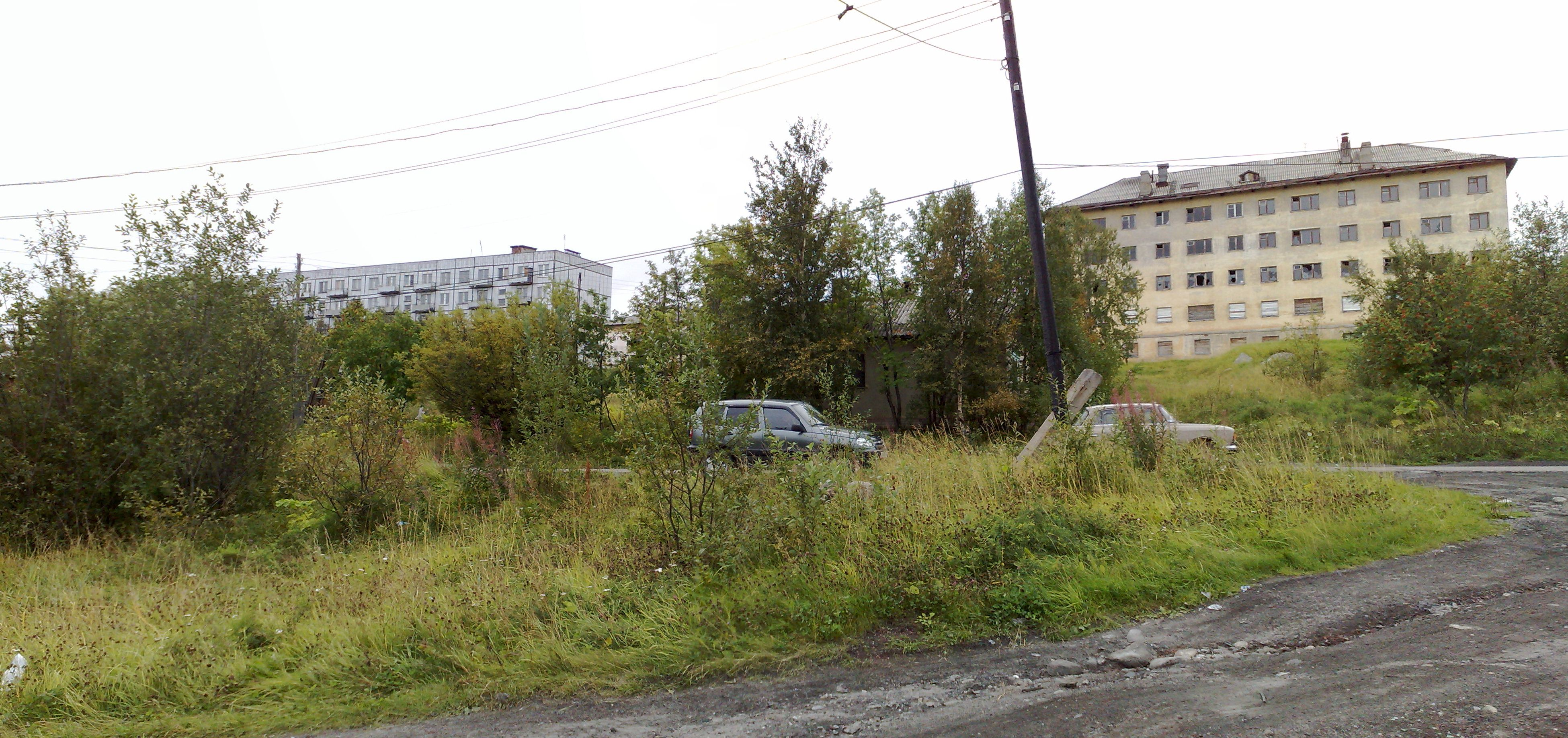
Chátrající Afrikanda (2010)